# McLaughlin Peak
McLaughlin Peak – szczyt w północnych Latady Mountains w południowo-wschodniej Ziemi Palmera w południowej części Półwyspu Antarktycznego na Antarktydzie, o wysokości około 1650 m n.p.m.
Sfotografowany z lotu ptaka w latach 1961–1967 i zmapowany przez United States Geological Survey. Nazwany na cześć Roberta H. McLaughlina, mechanika stacji antarktycznej Amundsen-Scott zimą 1964 roku. 